# Hrabstwo Logan (Kolorado)
Hrabstwo Logan (ang. Logan County) – hrabstwo w stanie Kolorado w Stanach Zjednoczonych. Hrabstwo zajmuje powierzchnię 4776 km². Według szacunków United States Census Bureau w roku 2010 liczyło 22 709 mieszkańców. Siedzibą administracyjną hrabstwa jest Sterling.

## Miasta
- Crook
- Fleming
- Iliff
- Merino
- Peetz
- Sterling

## CDP
- Atwood
- Padroni